# Kazumba
Kazumba é um território da província de Kasai Ocidental, na República Democrática do Congo.